# Napoléon de Tédesco
Napoléon de Tédesco  (* 1848 in Paris; † 1922) war ein französischer Bauingenieur und einer der Pioniere des Stahlbetons.

## Biografie
Seine Familie hatte italienische Ursprünge. Er ging in Paris auf die École Centrale Paris und studierte dort Bauingenieurwesen, unterbrochen von der Teilnahme am Deutsch-Französischen Krieg (er war Gefangener, konnte aber entkommen). 1872 erhielt er seinen Abschluss als Ingenieur und arbeitete in der Türkei, Bulgarien und Spanien. Ab 1883 arbeitete er für die Firma Hersent und 1887 machte er sich selbständig. 1890 begann seine Zusammenarbeit mit Coignet über Eisenbeton mit Edmond Coignet in Paris. Beide veröffentlichten 1894 die ersten Bemessungsempfehlungen für Stahlbeton in Frankreich in einem Bericht für die Société des Ingénieurs Civils de France. Der Bericht war durch Versuche untermauert, die Bemessung aber fehlerhaft, was ihnen Spott eintrug. Sie setzten den Hebelarm für die Betondruckkraft zu gering auf halber Höhe der Betondruckzone anstatt auf zwei Drittel und fanden eine im Vergleich zu den Experimenten dreifach höhere Durchbiegung, was sie aber offen darlegten und was bald darauf korrigiert wurde. Das war gleichzeitig die erste veröffentlichte Berechnung der Durchbiegung beim Stahlbeton (nach Friedrich Ignaz von Emperger). Die korrigierte Version ihrer Bemessung wurde aber später Standard (in Deutschland in der DIN 1045 bis 1971). Auch in dem ersten Buch über Stahlbeton von Paul Christophe (1899, 1902) wurde die Bemessung im Wesentlichen übernommen.
Auf der Weltausstellung in Paris 1900 präsentierte er mit Coignet unter anderem eine unterirdische Passage von 2400 m Länge. Gleichzeitig kam es zum Einsturz einer Stahlbeton-Passage (Passage über die Avenue de Suffren zum Globe Céleste, mit 9 Toten und vielen Verletzten), was zur Bildung einer französischen Kommission für Stahlbeton 1900 führte, die Empfehlungen erarbeiten sollte (Hauptberichterstatter Armand Considère). Tedesco wurde anfangs auch gehört, aber im weiteren Verlauf diskreditiert (er war der Konstrukteur nach dem System Matra), was seinem Ruf schadete. Bei der späteren Gerichtsverhandlung gab man der Stadt Paris die Schuld, da sie Bauarbeiten für eine Baugrube zu nahe an der Passage geduldet hatte.
Er übersetzte auch Ingenieurliteratur aus dem Italienischen und Englischen (nicht nur über Bautechnik, sondern auch über Dieselmotoren und Elektrizität). Ab 1896 übernahm er die Herausgabe der Zeitschrift der Zementindustrie Le ciment. 1908 bis 1914 war er Herausgeber der Zeitschrift Le ciment armé, in der wissenschaftlich über Stahlbeton debattiert wurde. Aus den Artikeln veröffentlichte er auch ein Buch (Calcul des ouvrages en béton, en ciment armé, 1911).

## Schriften
- mit Edmond Coignet:  Du calcul des ouvrages en ciment avec ossature métallique. In: Mémoires de la Société des ingénieurs civils de France, 1894, S. 282–363 (online).
- Recueil de types de ponts pour routes en ciment armé, Paris: C. Béranger 1907
- mit Victor Forestier: Manuel théorique et pratique du constructeur en ciment armé. Avec une note sur le calcul des arcs, Librairie Polytechnique, Ch. Béranger, 1909
- Calcul du ciment armé sans formules algébriques, Paris 1921, 2. Auflage, Paris:  Éditions du « Constructeur de ciment armé », 1929 (überarbeitet durch  Auguste Liévin)